# Pozolapa
Pozolapa es una localidad del estado mexicano de Guerrero. Es parte del municipio de Ayutla de los Libres.

## Toponimia
El nombre «Pozolapa» proviene de los términos en náhuatl: pozolli, espuma; apan, río. Su significado es «río espumoso».

## Demografía
| Gráfica de evolución demográfica |
|                                  |

| Censo | Población |
| ----- | --------- |
| 1900  | 78        |
| 1910  | 213       |
| 1921  | 252       |
| 1930  | 179       |
| 1940  | 287       |
| 1950  | 307       |
| 1960  | 317       |
| 1970  | 408       |
| 1980  | 608       |
| 1990  | 591       |
| 2000  | 906       |
| 2010  | 934       |
| 2020  | 1 003     |